# Stenispa metallica
Stenispa metallica är en skalbaggsart som först beskrevs av Fabricius 1801.  Stenispa metallica ingår i släktet Stenispa och familjen bladbaggar. Inga underarter finns listade i Catalogue of Life.